# التل الكبير (مركز)
مركز التل الكبير، مركز إداري مصري. يقع في محافظة الإسماعيلية الواقعة في جمهورية مصر العربية. القاعدة الإدارية للمركز هي مدينة التل الكبير.